# NGC 3101
NGC 3101 is een spiraalvormig sterrenstelsel in het sterrenbeeld Sextant. Het hemelobject werd op 22 januari 1865 ontdekt door de Duitse astronoom Albert Marth.

## Synoniemen
- MCG 0-26-11
- ZWG 8.24
- PGC 29025